# 죽음의 도시

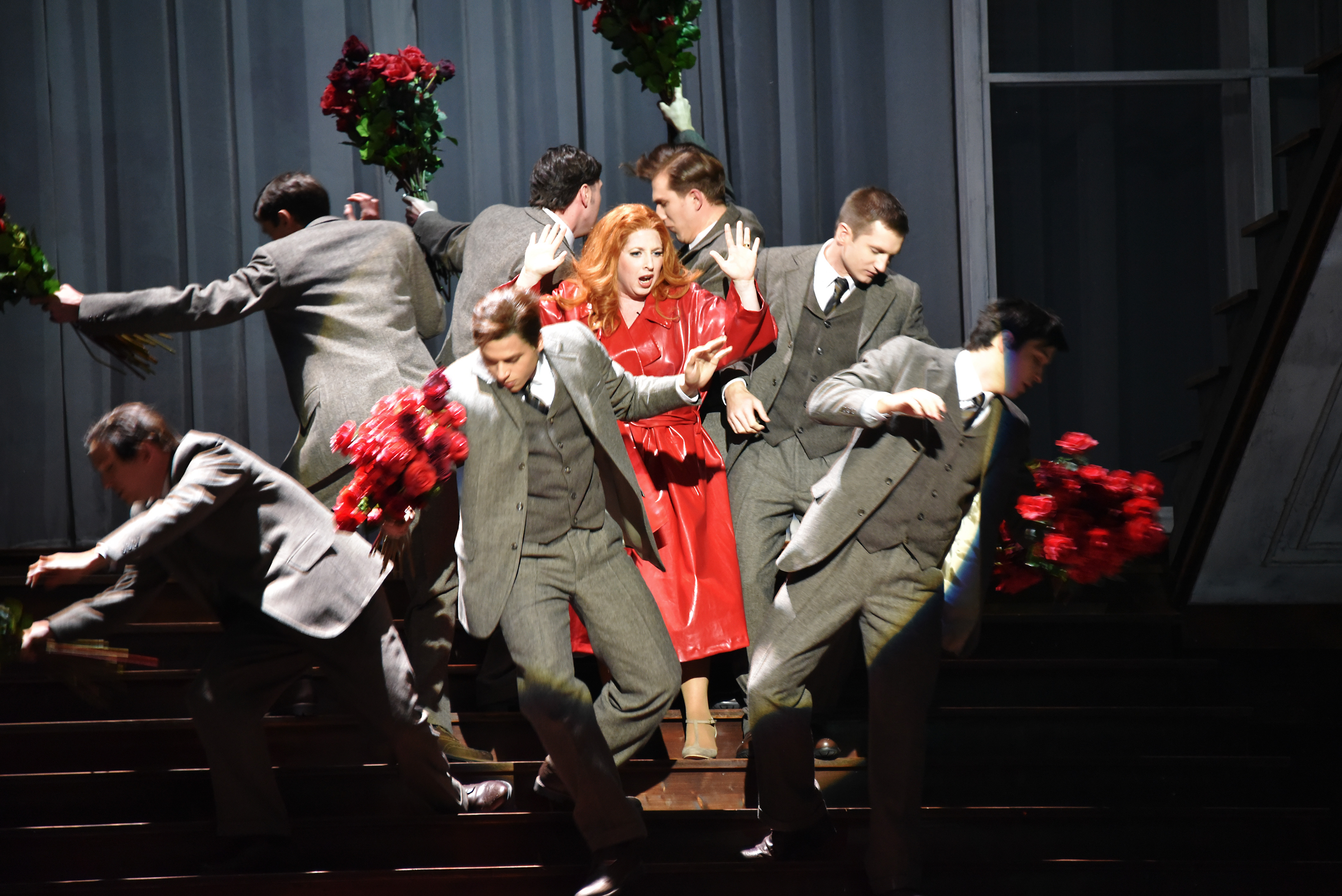

《죽음의 도시 작품번호 12》(독일어: Die tote Stadt)는 에리히 볼프강 코른골트가 작곡한 3막의 오페라이다. 파울 쇼트(작곡가의 아버지인 율리우스 코른골트의 필명)와 작곡가가 상징주의 시인이자 소설가인 조르주 로덴바흐의 단편 소설, "죽음의 브루게"(Bruges-la-Morte)를 기초로 독일어 대본은 완성하였다. 1920년 12월 4일 독일, 함부르크의 주립극장에서 초연되었고, 뒤이어 쾰른과 미국의 메트로폴리탄 오페라에서 공연되었다.

## 음악
이 작품은 코른골트가 작곡한 세 번째 오페라이다. 코른골트의 악보는 풍부하고 아름다우며, 어느 면에서는 리하르트 바그너, 리하르트 슈트라우스와 자코모 푸치니 스타일 중간을 가로지른다. 그는 대규모의 "슈트라우스 크기"의 오케스트라를 이용하였지만, '죽음의 도시'는 매력적이고 기억할 만한 푸치니 풍의 멜로디로 가득차 있다.
이 오페라에서 가장 유명한 두 개의 발췌곡은 "Glück das mir verblieb"인 "마리에타의 노래"와 바리톤이 부르는 사랑스러운 아리아“Mein sehnen, mein wähnen.”(나의 갈망이여, 나의 망상이여)이다.
전체적으로 이 음악은 더 자주 공연되는  슈트라우스의 오페라와 같은 급에서, 일관적으로 상당히 수준이 높다. 이 오페라가 빛을 받지 못한 가장 그럴 듯한 이유로는 두 주역인 파울과 마리에타의 역할이 극도로 어렵기 때문이다. 파울 역을 시도하는 테너는 2시간 동안 거대 오케스트라의 반주로 거의 끝임없이 무대 위에 서서 노래를 부를 만한 체력을 가지고 있어야 한다. 강인한 체력을 요구하지만, 별로 높지 않은 음을 요구하는 바그너의 테너 역할과는 달리, 죽음의 도시의 파울 역은 많은 하이 B 플랫음과 A-naturals들로 가득차있어서, 가수를 섭외하기 거의 불가능하게 하였다. 높은 테시투라를 요구하는 마리에타 역은 리하르트 슈트라우스의 그림자 없는 여인을 소화할 수 있는 소프라노들이 부를 수 있을 것이다.

## 등장인물

### 주요 배역
- 파울, 중산층의 젊은 신사, 테너
- 마리의 유령, 파울의 죽은 아내, 소프라노
- 마리에타, 무용수, 소프라노
- 프랑크, 파울의 친구, 바리톤
- 브리기타, 파울의 가정부, 메조소프라노

### 기타
- 프리츠, 피에로, 바리톤
- 줄리에트, 무용수, 소프라노
- 뤼시엔, 무용수, 소프라노
- 가스통, 무용수, 테너
- 빅토랭, 감독, 테너
- 알버트 백작, 테너
- 합창과 발레단

## 줄거리
- 죽음의 도시는 조르주 로덴바흐의 19세기 소설, 죽음의 브루게의 줄거리는 각색하였다. 무대는 19세기 말엽 벨기에의 브루게를 설정한다.

### 1막
파울은 아내가 죽은 후, "과거로부터의 사당"이라 불리는 방에 그녀의 기념물과 초상화를 간직해왔다. 마리는 이제 파울의 기억 속에만 살아간다. 파울의 가정부인 브리기타가 파울에게 그의 친구 프랑크가 브뤼게에서 돌아와, 오랜만에 그를 방문했음을 알린다. 브리기타는 프랑크에게 그 방을 보여준다. 프랑크는 파울에게 죽은 마리와 꼭 닮은 젊은 여성을 봤다고 말한다. 프랑크는 그에게 죽은 자를 평화 속에 쉬도록 놔두라고 하지만, 파울은 그녀의 귀환을 꿈꾼다. 그는 브리기타에게 붉은 장미를 마련하라고 지시한다.
곧 아름다운 무용수인 마리에타가 등장한다. 파울은 그녀에게 장미꽃 다발과, 마리의 스카프와 류트를 준다. 마리에타가 마리가 언제나 부르던 향수어린 노래를 부르고, 유혹적인 춤을 춘다. 마리에타는 우연히 마리의 초상화를 발견하고, 마리와 자신이 꼭 닮았다는 사실에 놀란다. 마리에타는 마이어베어의 오페라 《악마 로베르》의 리허설에 참석하기 위해 떠나야만 한다. 그녀는 파울에게 극장에 같이 가자고 조르나, 그는 뒤에 남는다. 파울은 마리를 향한 그의 헌신과 마리에타를 향한 욕망 사이에서 갈등한다. 마리의 유령이 초상화에서 등장하자, 파울은 그의 정절을 맹세한다. 마리는 그에게 작별을 고하며 "이해한다"라고 말한다. 마리의 유령은 사라지고, 무대는 마리에타의 춤추는 모습으로 교체된다.

### 2막
파울은 마리에타의 집 밖에서 염탐하던 중, 그의 집을 떠나 수녀가 된 브리지타와 마주친다. 프랑크는 마리에타와 함께 밀회를 위해 도착한다. 두 남자는 질투로 서로 맞붙게 되고, 파울이 마리에타가 프랑크에게 주었던 열쇠를 빼앗자, 프랑크는 황급히 도망간다. 마리에타의 무용단 단원이 배를 타고 나타나고, 파울은 몸을 숨긴다. 마리에타는 세레나데 노래를 들으며, 무용수 가스통과 함께 들어온다. 공연단의 피에로인 프리츠가 감상적인 사랑의 노래(Mein sehnen, mein wähnen - 나의 갈망이여, 나의 망상이여)를 부른다. 마리에타는 축배를 들고,《악마 로베르》의 즉흥적인 공연을 제안한다. 마리에타는 헨렌 역을 맡아 무리에서 일어나, 가스통을 향해 추파를 던지며 춤을 춘다. 파울은 이 부활 장면의 요란스러움에 분개하며, 공연을 중단시킨다. 파울과 마리에타과 단둘이 남고, 파울은 그녀를 모욕한다. 파울은 자신이 그녀에게 기묘한 끌림을 가지는 이유를 밝히고, 그녀를 사랑한 적이 없다고 외친다. 마리에타는 여전히 파울의 마음을 얻기 원한다. 마리에타는 그녀의 죽은 라이벌에 도전하며, 파울을 유혹한다. 마리에타는 유령을 없애기 위해 그의 집에 들어가야 한다고 주장한다.

### 3막
그 다음날 파울은 마리에타가 마리의 초상화 앞에 의기양양하게 서있는 것을 발견한다. 그녀는 창문 너머로 브루게의 해마다의 종교 행렬을 보려하며, 그곳을 떠나는 것을 거절한다. 파울은 고대 의식에 사로잡히게 되고, 마침내 종교적 열정안에 무릎을 꿇게 된다. 마리에타는 그를 다시 유혹해서 파울의 관심을 얻으려고한다. 그러나 그녀의 시도는 소용돌이치는듯한 파울의 의식을 더욱 강화할 뿐이다. 파울은 그 행렬이 방안으로 들어오는 상상을 한다. 마리에타는 그의 미신을 조롱하고, 위선을 비난한다. 파울은 그녀에게 당장 떠나라고 명령한다. 그러나 마리에타는 다시 마리에게 도전한다( "죽음에 맞선 생명"). 그녀는 마리의 금빛 머리단을 웅켜잡고, 유혹하는 춤을 추기 시작한다. 파울은 격노하며 그 머리단으로 그녀의 목을 조른다. 죽은 마리에타는 그의 아내, 마리와 완전히 닮게 되었다.
어두웠던 방에 불이 다시 켜진다. 마리에타의 시체는 사라지고, 마리의 머리단은 손대지 않은 채 그대로 놓여있다. 브리기타는 마리에타가 그녀의 우산과 장미단을 잊어버려서 다시 돌아왔다고 보고한다. 마리에타는 이것이 자신이 그의 집에 머물러야하는 계시가 아니냐며 추측한다. 파울이 이에 응답하지 않자, 마리에타는 퇴장한다. 프랑크가 등장하고, 파울에게 그가 다시는 마리에타를 보지 않을 것이라고 말한다. 파울은 죽은 이와의 재결합은 이승에서 불가능하다는 것을 인식한다. 현실의 꿈이 그의 환상의 꿈을 파괴시켰다. 프랑크는 파울에게 자신의 여행에 동행할 것을 제안한다. 파울은 마침내 이 죽음의 도시인 브루게를 떠나기로 동의한다.

## 마리에타의 노래
| Marietta's Lied Glück, das mir verblieb, rück zu mir, mein treues Lieb. Abend sinkt im Hag bist mir Licht und Tag. Bange pochet Herz an Herz Hoffnung schwingt sich himmelwärts. Wie wahr, ein traurig Lied. Das Lied vom treuen Lieb, das sterben muss. Ich kenne das Lied. Ich hört es oft in jungen, in schöneren Tagen. Es hat noch eine Strophe-- weiß ich sie noch? Naht auch Sorge trüb, rück zu mir, mein treues Lieb. Neig dein blaß Gesicht Sterben trennt uns nicht. Mußt du einmal von mir gehn, glaub, es gibt ein Auferstehn | 마리에타의 노래 기쁨, 내게 가까이 남아서, 내게로 오세요, 나의 진실된 사랑. 밤은 숲속으로 가라앉고, 당신이 나의 빛이요, 낮이네. 심장이 불안하게 두근거리며, 희망 그 자체가 천국을 향해 넘실거린다. 얼마나 진실되고, 슬픈 노래인가. 진실된 사랑의 노래는 반드시 죽어야 한다니. 나는 그 노래를 알고 있네. 내가 어릴 적 그 노랠 자주 들었지, 좋았던 날에. 그러나 다른 구절이었지 내가 여전히 그걸 알고 있다니? 비록 슬픔이 어두워저도, 내게로 와요, 내 진실된 사랑. 내게 당신의 창백한 얼굴을 기대요 죽음은 우릴 갈라놓질 못해. 만약 언젠가 당신이 날 떠난다면, 믿어요, 그건 사후라는 것을. |

## 음반 목록
- "죽음의 도시" 음반이 여러 개 있으나, 르네 콜로와 캐롤 네블렛과 헤르만 프라이가 출연하고, 에리히 라인스도르프가 지휘한 1975년 RCA 음반이 고전적인 명반으로 일컫는다.